# Tom Clancy’s Rainbow Six Siege
Tom Clancy’s Rainbow Six Siege – taktyczna strzelanka pierwszoosobowa skupiająca się na walkach pomiędzy dwiema drużynami – jedna pełni funkcję atakujących, druga obrońców. Gra nawiązuje do technothrillera Tęcza Sześć (ang. Rainbow Six) Toma Clancy’ego. Za jej produkcję odpowiadało kanadyjskie studio Ubisoft Montréal, a przy tworzeniu darmowych dodatków i aktualizacji pomagało niemieckie studio Ubisoft Blue Byte. Grę wydała firma Ubisoft, a jej premiera odbyła się 1 grudnia 2015 roku na platformy Microsoft Windows, PlayStation 4 i Xbox One. Gra ukaże się także na konsolach dziewiątej generacji – PlayStation 5 i Xbox Series X.
Pracę nad grą rozpoczęto tuż po anulowaniu produkcji kolejnej części serii Tom Clancy’s Rainbow Six – Rainbow 6: Patriots, która była przeznaczona na konsole siódmej generacji. Gra powstała na silniku AnvilNext i wykorzystuje technologię Realblast Destruction, która umożliwia tworzenie podatnego na zniszczenia środowiska. Produkcja nastawiona jest na rozgrywki wieloosobowe i podejmuje tematykę starć operatorów jednostek specjalnych z różnych części świata.
Gra została dobrze przyjęta przez recenzentów i graczy uzyskując średnią ocen w agregatorach Metacritic i GameRankings wahającą się w zależności od platformy pomiędzy 72/100 a 79/100. Recenzenci chwalili grę za realizm rozgrywki, duże możliwości destrukcji otoczenia, dobrze zaprojektowane mapy do rozgrywki wieloosobowej, oprawę dźwiękową oraz nacisk na komunikację i współpracę graczy przy wykonywaniu zadań. Krytykowali natomiast za przeciętna grafikę, problemy z działaniem serwerów w pierwszych dniach po premierze oraz brak kampanii dla pojedynczego gracza. Po premierze gra otrzymała łącznie 26 dodatków zwanych operacjami, publikowanych cyklicznie co kwartał, które zapewniają nowych operatorów (grywalnych klas), nowe mapy oraz zmiany (w tym balans rozgrywki) i naprawy błędów w grze.

## Rozgrywka
Tom Clancy’s Rainbow Six Siege to pierwszoosobowa strzelanka taktyczna. W premierowej wersji gry można wcielić się w członków pięciu jednostek antyterrorystycznych: GIGN (Francja, także Operation Chimera), GSG9 (Niemcy), SAS (Wielka Brytania), Specnaz (Rosja, także Operation Chimera), oraz FBI SWAT (Stany Zjednoczone). W aktualizacjach dla wszystkich ukazali się także operatorzy jednostek: JTF2 (Kanada, Operation: Black Ice), Navy Seals (Stany Zjednoczone, Operation: Dust Line), BOPE (Brazylia, Operation: Skull Rain), SAT (Japonia, Operation: Red Crow), GEO (Hiszpania, Operation: Velvet Shell), SDU (Chiny, Operiation: Blood Orchid), 707th (Korea Południowa, Operation: White Noise), GROM (Polska, Operation: Blood Orchid; Operation: White Noise), CBRN Threat Unit (Stany Zjednoczone, Operation: Chimera), GIS (Włochy, Operation: Para Bellum), GSUTR (międzynarodowa jednostka fikcyjna Tęczy Sześć, Operation: Grim Sky), GIGR (Maroko, Operation: Wind Bastion), SASR (Australia, Operation: Burnt Horizon), Jaeger Corps (Dania, Operation: Phantom Sight), USSS (Stany Zjednoczone, Operation: Phantom Sight), APCA (Peru, Operation: Ember Rise), Fuerzas Especiales (Meksyk, Operation: Ember Rise), NIGHTHAVEN (fikcyjna prywatna firma wojskowa indyjskiej operatorki Kali, Operation: Shifting Tides, Operation: Steel Wave, Operation: Neon Dawn oraz Operation: Crystal Guard), REU (fikcyjna europejska agencja kosmiczna, Operation: Void Edge), ITF (fikcyjna jednostka z RPA, Operation: Steel Wave), ROS (fikcyjna jednostka treningowa Tęczy Sześć, Operation: Shadow Legacy), czy Garda ERU (Irlandia, Operation: High Calibre). W podstawowej wersji gry do każdej jednostki należało czterech różnych operatorów. Nowe operacje dodawały kolejnych dwóch, trzech lub jednego operatora, którzy posiadają unikalne umiejętności i ekwipunek. Operatorzy są podzieleni na dwie grupy: atakujących i obrońców. Istnieje także możliwość wcielenia się w postać rekruta, czyli klasę postaci, która nie posiada wyspecjalizowanego ekwipunku i jest przeznaczona głównie dla początkujących graczy. Aby odblokować operatora i dodatki do broni, gracz musi wydać punkty rozgłosu, które otrzymuje w trakcie gry za przybliżanie drużyny do zwycięstwa i wykonywanie zadań lub zakupić kredyty w sklepie Uplay. Punkty rozgłosu umożliwiają graczowi także awans na wyższy poziom doświadczenia. Po odblokowaniu bohatera gracz może obejrzeć krótki film prezentujący postać, jej ekwipunek i umiejętności. Przy pomocy kredytów w grze można odblokować skórki premium do broni (malowania broni), doładowania rozgłosu oraz odblokować operatorów.
Gra zawiera tryby rozgrywki wieloosobowej polegające na rywalizacji dwóch drużyn złożonych z pięciu graczy oraz tryby kooperacji, w której pięcioosobowa drużyna próbuje wygrać z postaciami sterowanymi przez sztuczną inteligencję. Do pierwszej grupy trybów zaliczają się: odbicie zakładnika (drużyna obrońców przetrzymuje zakładnika, a atakujący próbują go odbić), bomba (jedna drużyna podłożyła dwie bomby na mapie, a druga musi je rozbroić) oraz zabezpieczenie terenu (atakujący muszą zająć wyznaczony teren, w czym próbują im przeszkodzić obrońcy). Drużyna obrońców może wygrać, jeżeli zabije wszystkich atakujących lub jeżeli upłynie czas, który mieli na wykonanie akcji atakujący. Atakujący mogą wygrać, jeżeli zabiją wszystkich terrorystów lub jeżeli wykonają przydzielone im zadanie.
Rozgrywka rozpoczyna się od przydzielenia jednej drużynie roli atakujących, a drugiej obrońców. Następnie gracze wybierają operatorów, którymi zamierzają sterować w trakcie rundy. Każdy z operatorów cechuje się poziomem opancerzenia, szybkości oraz innym ekwipunkiem. Operatorzy mogą mieć na wyposażeniu bronie takiej jak karabiny szturmowe, strzelby, pistolety maszynowe, lekkie karabiny maszynowe, pistolety i tarcze balistyczne. Gracz może zamontować na broniach operatorów dodatki takie jak: celowniki, tłumiki, kompensatory, przedłużenia lufy, uchwyty, czy lasery. Na początku rundy następuje faza rozpoznania terenu po stronie atakujących, którzy sterując dronami próbują namierzyć cel akcji. W tym samym czasie obrońcy przygotowują się do odparcia szturmu poprzez m.in. wzmocnienie ścian, barykadowanie drzwi i okien, niszczenie dronów przeciwnika oraz rozstawienie pułapek i innego pomocnego osprzętu. Gracze po stronie defensywnej mogą mieć na wyposażeniu: barykady, panele wzmacniające powierzchnie płaskie (tj. ściany, czy podłogi), druty kolczaste, komórki nitro, pistolet reanimacyjny, płytki pancerne zapewniające dodatkową odporność na obrażenia, detonowane ładunki gazowe,  zakłócacz sygnału, który zapobiega zdalnym detonacjom, przerywa łączność oraz uniemożliwia sterowanie dronami, panele pancerne, które służą do barykadowania drzwi i okien, detektor pulsu, urządzenie podłączające pod napięcie metalowe elementy, system obrony reaktywnej, który unieszkodliwia wrzucone do pomieszczenia przez przeciwników granaty, pułapki wybuchowe montowane w futrynach drzwi i framugach okien, rozkładany lekki karabin maszynowy, rozkładane maty powalające, latającego drona ogłuszającego uderzeniami sonicznymi, przenośne kamery, wyciszony pistolet z amunicją poddźwiękową, wytrzymałe lustra weneckie, które mogą być wmontowane w barykady i ściany, miny z trującymi kolcami, miny błyskowo-dźwiękowe, Jedna z postaci ma umiejętność cichego poruszania się dającą możliwość bezgłośnego zbliżenia się do wroga, obezwładnienia go i zmuszenia do wyjawienia pozycji sojuszników, na wyposażeniu jednej postaci jest także kombinezon taktyczny zakłócający działanie dronów przeciwnika. Ponadto na każdej mapie rozlokowane są kamery, do których podglądu dostęp ma drużyna obrońców, jednak atakujący w trakcie rozgrywki mogą je zniszczyć. Gracze ofensywni mogą mieć ekwipunek taki jak: granaty odłamkowe, błyskowe i dymne, ładunki wyważające, miny przeciwpiechotne, młot do wyważania, granaty elektromagnetyczne, które mogą zniszczyć urządzenia elektryczne, granatnik, ładunek wyważający, który umożliwia przebijanie się przez wzmocnione powierzchnie, rozkładaną tarczę balistyczną, drony elektryczne, które mogą zniszczyć elektroniczne urządzenia lub ranić przeciwnika, tarczę taktyczną, która może oślepiać przeciwnika, wykrywacz elektroniki, aktywny celownik termowizyjny, ładunki kasetowe, podczepianą pod karabin strzelbę, kasetowe granaty błyskowo-dźwiękowe, przezroczyste tarcze bojowe montowane na karabinach szturmowych, kuszę taktyczną, która wystrzeliwuje bełty z gazem duszącym i dymnym, gogle, które podświetlają ślady stóp, granatnik z amunicją hukowo-błyskową oraz burzącą z zasięgiem ograniczonym lotem parabolicznym oraz taktyczny palmtop „Logic Bomb” umożliwiający hakowanie kamer defensywy oraz dzwonienie na telefony przeciwników. Ponadto każdy z graczy atakujących ma na wyposażeniu drona, którego może używać do rozpoznania na początku rundy, o ile urządzenie nie zostało zniszczono przez wrogów. Postać gracza może przyjąć trzy pozycje: stojącą, kucającą i leżącą. W pozycji stojącej gracz może biegać, jednakże podobnie jak niszczenie otoczenia, powoduje to hałas, który mogą usłyszeć przeciwnicy. Atakujący mają na wyposażeniu także linki do wspinania się i opuszczania z budynków. Każdy z graczy rozpoczyna rundę z 100 punktami życia. W grze nie zaimplementowano autoregeneracji zdrowia, a zabity gracz jest wykluczony z pola walki do końca rundy. W każdym trybie występuje bratobójczy ogień oraz istnieje możliwość podniesienia rannego towarzysza, który po reanimacji powraca do gry z połową zdrowia. Duża część powierzchni w grze nie stanowi ochrony dla gracza, gdyż jest zniszczalna. Gracz ma możliwość wychylania się zza osłon i celowania. Po zakończeniu rundy, role drużyn się odwracają. Rozgrywka toczy się do trzech lub czterech zwycięstw, w zależności od rodzaju rozgrywki – towarzyskiej lub rankingowej. Gracz, którego postać zginie, nadal może pomagać drużynie poprzez śledzenie obrazu z kamer i oznaczanie celów.
Wraz z trzecim dodatkiem pojawiła się aktualizacja wprowadzająca możliwość gry w trybie realistycznym. Usunięto w nim informacje ułatwiające rozgrywkę poprzez wprowadzenie minimalistycznego interfejsu, likwidację możliwości oznaczania wrogów, usunięcie potwierdzenia zabicia przeciwnika oraz zgodne z rzeczywistością zarządzaniem magazynkami i amunicją.
Do drugiej grupy trybów zaliczają się tryby kooperacji lub gry w trybie „samotnego wilka” występujące w grze pod wspólną nazwą Terrohunt. W Terrohunt gracze mogą wybrać jeden z trzech poziomów trudności rozgrywki. Zadaniem graczy w zależności od trybu jest: eliminacja wrogów, którzy z każdą rundą przybywają w większej liczbie, ochrona zakładnika, odbicie zakładnika lub rozbrojenie bomby. Wraz z Operacją Chimera pojawiło pierwsze kooperacyjne wydarzenie dla trzech osób, które było dostępne od 6 marca 2018 do 3 kwietnia 2018 roku. Gracze, którzy wzięli w nim udział musieli zmierzyć z zainfekowanymi mieszkańcami miasteczka Truth or Consequences.
Gra zawiera tryb treningowy dla pojedynczego gracza, czyli tzw. sytuacje. Każda misja zawiera zadanie główne i trzy cele opcjonalnie – za wykonanie każdego z celów gracz otrzymuje gwiazdkę. Po ukończeniu wszystkich sytuacji gracz może zagrać (samodzielnie lub w kooperacji) w jedyną fabularną misję – „Artykuł 5”. Ponadto gra zawiera tryb obserwatora, dzięki któremu gracz może obejrzeć rozgrywkę innych użytkowników. Tryb ten pozwala na dowolne poruszanie kamery po mapie, podgląd kamer graczy oraz dostęp do wszelkich informacji o operatorach biorących udział w walkach i ich celach.
W grze obecne są pakiety Alfa, które gracze mogą zdobywać podczas rozgrywki. Pakiety te mogą być otwierane i zawierają tylko kosmetyczne skórki dla postaci oraz ekwipunku, a w przypadku ich duplikatów przyznają graczowi ekwiwalent punktów rozgłosu odpowiedni do jego rzadkości. Przedmioty z pakietów nie wprowadzają żadnej przewagi dla graczy.

## Produkcja
4 listopada 2011 roku zapowiedziano grę Rainbow Six: Patriots, a w grudniowym numerze magazynu Game Informer podano szczegóły produkcji. Jednakże 10 czerwca 2014 roku podczas konferencji firmy Ubisoft na targach E3 2014 ogłoszono, że produkcja gry została anulowana już w pierwszym kwartale 2012 roku, a w produkcji znajduje się nastawiona na rozgrywki wieloosobowe gra Tom Clancy’s: Rainbow Six Siege. Według firmy Ubisoft powodem zaprzestania prac nad Patriots; w której gracze mogliby wcielić się zarówno w członków terrorystycznej grupy True Patriots, ich ofiary oraz żołnierzy jednostki specjalnej Tęcza Sześć; była bliska premiera konsol ósmej generacji – gra była produkowana na konsole siódmej generacji (PlayStation 3 i Xbox 360) oraz komputery osobiste. Przyczyną anulowania produkcji gry mogło być także powstanie grupy terrorystycznej F.E.A.R. (skrót od Forever Enduring Always Ready). Organizacja powstała pod koniec 2011 roku z inicjatywy amerykańskiego żołnierza Isaaca Aguiguiego, który założył ją po śmierci żony i nienarodzonego dziecka. Były żołnierz stwierdził, że do utworzenia grupy terrorystycznej zainspirowała go fabuła Rainbow Six: Patriots, o której przeczytał w Game Informerze. Organizacja zrzeszała kilku byłych żołnierzy z bazy Fort Stewart i działała około jednego miesiąca. Wszyscy jej członkowie zostali schwytani, a lider grupy dostał dożywocie bez możliwości przedterminowego zwolnienia – w trakcie śledztwa okazało się, że Aguigui oprócz dowodzenia organizacją planującą przeprowadzenie serii zamachów, także zabił swoją ciężarną żonę i wydał rozkaz zabójstwa jednego z członków F.E.A.R. oraz jego dziewczyny.
Wraz z zapowiedzią Tom Clancy’s: Rainbow Six Siege ogłoszono, że gra ukaże się na komputery osobiste oraz konsole PlayStation 4 i Xbox One. Zaprezentowano wtedy także pierwszy film ukazujący rozgrywkę i ujawniono, że gra będzie działała na silniku AnvilNext 2.0. 17 lipca 2014 roku zaprezentowano zwiastun gry, a w serwisie Twitch można było obejrzeć stream z sesji rozgrywek wieloosobowych. W marcu 2015 roku pojawił się kolejny zapis rozgrywki z gry, rozpoczęły się zapisy do alfa testów gry w wersji na komputery osobiste oraz we włoskim sklepie internetowym GameStop pojawiła się informacja, że premiera gry odbędzie się 16 października 2015 roku. Zamknięte testy wersji alfa gry rozpoczęły się 7 kwietnia 2015 roku, a zakończyły 13 kwietnia 2015 roku. W maju 2015 roku ujawniono, że premiera gry odbędzie się 13 października 2015 roku. Podczas targów E3 2015 pokazano pierwszy zwiastun trybu dla pojedynczego gracza oraz zwiastun rozgrywek kooperacyjnych Terrorist Hunt. Zapowiedziano, że beta testy gry rozpoczną się 24 września 2015 roku na wszystkich platformach, na których ma się ukazać pełna wersja gry. W sierpniu 2015 roku przesunięto premierę na 1 grudnia 2015 roku. Zamknięte beta testy zostały podzielone na dwie fazy – pierwsza z nich rozpoczęła się 21 września 2015 roku pod nazwą Technical Test i jej celem było sprawdzenie obciążenia serwerów odpowiedzialnych za obsługę trybu multiplayer oraz zliczanie statystyk graczy. Dostęp do Technical Test otrzymały osoby wylosowane spośród wszystkich chętnych na udział w zamkniętych beta testach. Właściwe beta testy, dostępne dla pozostałych zapisanych osób rozpoczęły się 24 września 2015 roku na Microsoft Windows, PlayStation 4 i Xbox One. Początkowo beta testy miał trwać do 28 września, jednakże z powodów technicznych przedłużono je najpierw do 1 października, a następnie do 4 października 2015 roku. 31 października 2015 roku firma Ubisoft poinformowała, że gra osiągnęła złoty status. W listopadzie ogłoszono, że gra będzie wspierana przez co najmniej rok od momentu premiery. 25 listopada 2015 roku rozpoczęły się kolejne otwarte beta testy gry, które trwały do 29 listopada 2015 roku.
Rainbow Six Siege działa w rozdzielczości 1080p na PlayStation 4 i 900p na Xbox One. Na obu konsolach działa w 60 kl./s we wszystkich trybach rozgrywki oprócz Terrorist Hunt, który jest renderowany w 30 kl./s. Zmniejszona liczba wyświetlanych klatek związana jest z zaawansowanymi algorytmami sztucznej inteligencji. Gra dostępna jest w trzynastu wersjach językowych: brazylijskiej odmianie języka portugalskiego, angielskiej, chińskiej, czeskiej, francuskiej, hiszpańskiej, holenderskiej, japońskiej, koreańskiej, niemieckiej, polskiej, rosyjskiej i włoskiej.
Na potrzeby Rainbow Six Siege opracowano technologię Realblast, która umożliwia tworzenie lokacji w dużej części podatnych na zniszczenie. Część ścian, sufitów i podłóg; wszystkie okna i barykady; a także wiele mniejszych elementów stanowiących wyposażenie budynków może być zniszczonych przy pomocy broni palnej, ładunków wybuchowych oraz innych elementów stanowiących wyposażenie operatorów. Gracze wykorzystują zniszczalne środowisko m.in. tworząc niewielkie dziury do obserwacji innych pomieszczeń lub do ostrzeliwania wrogów przez ściany. W grze obecne są technologie filtrowania temporalnego i temporalne wygładzanie krawędzi, które pozwalają zapewnić bardzo płynną rozgrywkę tylko przy nieznacznym pogorszeniu jakości wyświetlanej grafiki. Ponadto w Rainbow Six Siege w wersji na komputery osobiste zaimplementowano łącznie siedem opcji wygładzania krawędzi. W lipcu 2016 roku, w grze zaimplementowano także system ochrony przed oszustwami BattleEye, który skanuje pamięć komputera w poszukiwaniu oprogramowania służącego do omijania zabezpieczeń gry. Już w pierwszym tygodniu działania programu pozwolił on na zablokowanie 3800 nieuczciwych graczy.

### Ścieżka dźwiękowa
Ben Frost i Paul Haslinger skomponowali ścieżkę dźwiękową do gry, która została wydana także samodzielnie 1 grudnia 2015 roku w wersji cyfrowej.
| Tom Clancy’s Siege (Original Game Soundtrack) – 2011 | Tom Clancy’s Siege (Original Game Soundtrack) – 2011 | Tom Clancy’s Siege (Original Game Soundtrack) – 2011 |
| Nr                                                   | Tytuł utworu                                         | Długość                                              |
| ---------------------------------------------------- | ---------------------------------------------------- | ---------------------------------------------------- |
| 1.                                                   | „Rainbow Six Siege Main Theme”                       | 2:55                                                 |
| 2.                                                   | „First Strike”                                       | 2:33                                                 |
| 3.                                                   | „Load Out”                                           | 1:44                                                 |
| 4.                                                   | „Clockwork”                                          | 2:36                                                 |
| 5.                                                   | „Reactivate Team Rainbow”                            | 3:07                                                 |
| 6.                                                   | „White Mask”                                         | 3:20                                                 |
| 7.                                                   | „Deadzone”                                           | 2:36                                                 |
| 8.                                                   | „Thatcher's Pulse”                                   | 3:03                                                 |
| 9.                                                   | „Shield”                                             | 2:40                                                 |
| 10.                                                  | „The Brief”                                          | 1:42                                                 |
| 11.                                                  | „Focused Force”                                      | 3:20                                                 |
| 12.                                                  | „Active Duty”                                        | 3:13                                                 |
| 13.                                                  | „Ash”                                                | 2:29                                                 |
| 14.                                                  | „Unknown Quantities”                                 | 2:41                                                 |
| 15.                                                  | „Black Ice”                                          | 2:34                                                 |
| 16.                                                  | „Aftermath”                                          | 1:50                                                 |
| 17.                                                  | „Signal Disrupter”                                   | 2:33                                                 |
| 18.                                                  | „Kinetic Engagement”                                 | 2:32                                                 |
| 19.                                                  | „Complex Assassinations”                             | 2:34                                                 |
| 20.                                                  | „Purple Heart”                                       | 3:21                                                 |
| 21.                                                  | „A Finishing Action”                                 | 5:04                                                 |
|                                                      |                                                      | 58:27                                                |

## Wydanie
Gra zadebiutowała 1 grudnia 2015 roku, natomiast 19 czerwca 2016 roku premierę miała wersja Starter Edition, w której to koszt odblokowania operatorów (wyłączając tych dodanych w DLC) jest zwiększony. Gracz, aby odblokować postać, musi zapłacić większą liczbę punktów rozgłosu, które otrzymuje w trakcie gry lub może zakupić w sklepie Uplay. Gra otrzymała także trzy edycje specjalne: Art of Siege Edition (zawiera: płytę z grą, kolekcjonerskie pudełko, pakiet złotych skórek Gold Skins Pack do wszystkich rodzajów broni w grze, 120–stronicowy przewodnik taktyczny, który opisuje operatorów, mapy i bronie), Gold Edition (zawiera: płytę z grą i przepustkę sezonową) oraz Tactical Elite Edition (zawiera: wszystkie elementy z Art of Siege Edition i przepustkę sezonową) i jedną edycję kolekcjonerską (zawiera: steelbook, plecak, czapkę z daszkiem, karabińczyk, przewodnik taktyczny „Art of Siege” i przepustkę sezonową). Posiadacze Rainbow Six Siege w wersji na konsolę Xbox One mają możliwość pobrania za darmo gier Tom Clancy's Rainbow Six Vegas i Tom Clancy's Rainbow Six Vegas 2.

### Dodatki
16 grudnia 2015 roku Ubisoft wydał darmowy pakiet tekstur w rozdzielczości 4K zatytułowany Ultra HD Texture Pack. 9 lutego 2016 roku odbyła się premiera DLC Operation: Black Ice, 11 maja 2016 ukazał się drugi dodatek Operation: Dust Line, 2 sierpnia 2016 roku swoją premierę miało trzecie rozszerzenie zatytułowane Operation: Skull Rain, a 17 listopada 2016 roku zadebiutował czwarty dodatek zatytułowany Operation Red Crow. Gracze z przepustką sezonową mają dostęp do nowych dodatków tydzień wcześniej. Wszystkie dodatki są darmowe i większość z nich rozszerza grę o dwóch operatorów oraz jedną mapę. Posiadacze przepustki sezonowej dostają operatorów bez potrzeby kupowania ich za wirtualną walutę w grze, a także mogą nimi grać tydzień wcześniej niż inni. We wrześniu 2016 roku Ubisoft rozpoczął rozsyłanie ankiet skierowanych do graczy z pytaniem o to, jaką zawartość chcieliby otrzymać wraz z drugą przepustką sezonową, gdyby taka pojawiła się w 2017 roku. 13 listopada 2016 roku za pośrednictwem oficjalnego profilu gry w serwisie Twitter i na oficjalny streamie na Twitchu potwierdzono, że gra będzie wspierana przez kolejny rok, doczeka się drugiej przepustki sezonowej oraz czterech kolejnych dodatków. Dodatki będą wydawane w 2017 roku w trzymiesięcznych odstępach. Większość z nich będzie zawierała jedną mapę i dwóch operatorów. Rozszerzenia zaoferują operatorów z Hiszpanii, Hongkongu, Polski i Korei Południowej. Piąty dodatek (pierwszy w drugim sezonie) zadebiutował 21 lutego 2017 roku i został zatytułowany Operation Velvet Shell. 12 maja 2017 roku twórcy Rainbow Six: Siege ogłosili, że po premierze piątego dodatku zajęli się naprawą i usprawnianiem działania gry. Wydali szósty dodatek zatytułowany Operation Health. Dodali także, że nie mają już w planach wydania mapy osadzonej na terenie Polski oraz że pierwszy operator jednostki GROM zadebiutuje wraz z siódmym dodatkiem, a drugi w momencie premiery ósmego dodatku. W listopadzie 2017 roku Ubisoft zapowiedział trzy kolejne cztery sezony gry i ujawnił podstawowe informacje o aktualizacjach planowanych na 2018 rok. Zawierają one ośmiu operatorów, dwie mapy (jedna osadzona we Włoszech, a druga w Maroku) oraz kooperacyjną misję dla trzech graczy rozgrywającą się na terenie miasta Truth or Consequences w stanie Nowy Meksyk. Pod koniec 2017 roku wydawca gry rozpoczął także sprzedaż trzeciej przepustki sezonowej zawierającej ośmiu operatorów oraz pomniejsze dodatki m.in. przyspieszające zdobywanie wirtualnej waluty oraz zawierające kosmetyczne przedmioty.
Podczas tworzenia darmowych dodatków i aktualizacji Ubisoft Montréal był wspierany przez niemieckie studio Ubisoft Blue Byte. Na panelu w czasie turnieju Six Invitational 2018, Ubisoft zapowiedział, że aktualnie w planach nie znajduje się kontynuacja Rainbow Six Siege, a gra będzie wspierana przez mniej więcej 10 lat.

## Tom Clancy's Rainbow Six Pro League
W marcu 2016 roku rozpoczął się pierwszy sezon ligi Tom Clancy's Rainbow Six Pro League w wersji na komputery osobiste i konsolę Xbox One, w którym pula nagród wyniosła 100 tysięcy dolarów. Pierwsze mecze zostały rozegrane 4 marca 2016 roku w Polsce, w ramach Intel Extreme Masters w Katowicach. Finały rozgrywek odbyły się 22 kwietnia 2016 roku dla graczy Xbox One na imprezie PAX East w Bostonie i 7 maja 2016 roku w Kolonii dla graczy komputerowych. Sezon drugi rozpoczął się 30 maja 2016 roku na platformie Xbox One i 2 czerwca 2016 dla graczy korzystających z komputerów osobistych. Pula nagród wzrosła do 150 tysięcy dolarów. Finały rozgrywek odbyły się 30 lipca 2016 roku dla graczy Xbox One w Burbank w Kalifornii i 6 sierpnia 2016 roku w Kolonii dla graczy komputerowych. Sezon trzeci rozpoczął się 29 sierpnia 2016 roku na platformie Xbox One i 1 września 2016 dla graczy korzystających z komputerów osobistych. Pula nagród ponownie wyniosła 150 tysięcy dolarów.
Platformą wiodącą dla rozgrywek sportu elektronicznego są komputery osobiste. Na tej platformie funkcjonują trzy ligi: Pro League, Challenger League i GO4, natomiast na PlayStation 4 i Xboksie One dostępne są dwie ligi: Major League i GO4.
Według wydawcy gry jeden z turniejów z serii Six Invitational z pierwszej połowy 2018 roku w szczytowym momencie rozgrywek oglądało ponad 321 tysięcy widzów. Sumaryczny czas oglądania turnieju wyniósł ponad 6,2 miliona godzin.

## Odbiór gry

### Krytyka
Gra spotkała się z pozytywnymi reakcjami recenzentów i graczy uzyskując średnią ocen w agregatorach Metacritic i GameRankings wahającą się w zależności od platformy pomiędzy 72/100 a 79/100. Recenzenci jako zalety gry wymieniali między innymi: realizm rozgrywki, duże możliwości destrukcji otoczenia, dobrze zaprojektowane mapy do rozgrywki wieloosobowej, oprawę dźwiękową oraz nacisk na komunikację i współpracę graczy przy wykonywaniu zadań. Natomiast do wad, które dostrzegli, zaliczały się głównie: przeciętna grafika, problemy z działaniem serwerów w pierwszych dniach po premierze oraz brak kampanii dla pojedynczego gracza.
Łukasz Winkel z serwisu Eurogamer stwierdził, że pomimo niezbyt dużej zawartości gra nie nudzi i występuje w niej syndrom „jeszcze jednej misji”. Recenzent docenił możliwość destrukcji otoczenia, zrealizowania celów na wiele sposobów oraz różnorodność operatorów. Zauważył jednak, że we wszystkich trybach gracze przeprowadzają podobne działania i wykonanie zadań polega zazwyczaj na przejęciu pomieszczenia. Podobne odczucia co do produkcji miał krytyk serwisu Gry-Online. Także docenił mnogość operatorów i unikalny ekwipunek każdego z nich. Chwalił możliwość niszczenia różnych elementów map, a o samych mapach napisał, że są pełne szczegółów i klimatyczne. Recenzent jako zaletę wymienił także nacisk na współpracę i komunikację w grze oraz tryb kooperacji Terrorist Hunt. Jako wadę produkcji wymienił brak kampanii dla pojedynczego gracza, choć docenił jej namiastkę w postaci misji Article 5. Podobnie jak recenzent strony Eurogamer skrytykował małe zróżnicowanie rozgrywki w różnych trybach. Krytyk zauważył także, że oprawa graficzna nie jest najlepsza, a kod sieciowy w momencie premiery gry potrafił zepsuć przyjemność z rozgrywki. Ryan McCaffrey z serwisu IGN także docenił konstrukcję map i możliwość destrukcji wielu elementów w nich umieszczonych. Spodobała mu się rozgrywka oraz oprawa dźwiękowa, jednakże skrytykował system odblokowywania operatorów, gdyż stwierdził, że jest zbyt czasochłonny. Jako zaletę także wymienił różnorodność map, a jako wadę podobieństwo wszystkich trybów do siebie. Chris Carter z Destructoid stwierdził, że pomimo tego, iż system mikropłatności zawarty w grze może rozzłościć gracza, to jednak korzystanie z niego nie jest konieczne i można go zignorować. W swojej recenzji napisał także, że jedyne problemy na jakie natrafił, występowały tuż po uruchomieniu gry, jednak nie trwały one długo i gra dalej zawsze działała przez wiele godzin bardzo stabilnie. Według niego, pomimo że w grze nie ma zbyt dużej liczby trybów i map, to gracz cały czas doświadcza „świeżych” przeżyć z rozgrywki. Ben Griffin z portalu GamesRadar skrytykował małą ilość zawartości dla pojedynczego gracza i detekcję obrażeń w grze. Docenił jednak możliwość destrukcji otoczenia, która wymaga według niego taktycznego podejścia do rozgrywki. Jako zalety wymienił także balans asymetrycznej rozgrywki, dobrze zaprojektowane mapy oraz powiew świeżości w gatunku pierwszoosobowych strzelanin. Podobnie jak krytyk Destructoid napisał, że mikrotransakcje są niepotrzebne. Matt Bertz z serwisu Game Informer także skrytykował wykrywanie obrażeń w grze i przeciętną grafikę. Zauważył, że gra jest przeznaczona do rozgrywki wieloosobowej, a fani rozgrywki jednoosobowej nie znajdą tutaj zbyt wiele zawartości dla siebie. Jako zalety wymienił możliwość niszczenia środowiska, oświetlenie w grze oraz oprawę dźwiękową. Jacek Smoliński z magazynu CD-Action stwierdził, że gra stara się być bardziej wiarygodna niż Counter-Strike, a jej konstrukcja przypomina Star Wars: Battlefront, gdyż podobnie jak strzelanina osadzona w uniwersum Gwiezdnych wojen koncentruje się na rozgrywkach wieloosobowych oraz „oferuje rozbudowany rozwój profilu gracza i posiadanych przezeń postaci”, a także rozgrywa się w „ograniczonej przestrzeni kilkunastu map”. Krytyk docenił także możliwość niszczenia otoczenia oraz szybkie tempo akcji. Zauważył, że produkcja wymaga dużej współpracy i komunikacji pomiędzy graczami, przez co według niego „w randomie [jest] praktycznie niegrywalna”. W swojej recenzji napisał także, że gra ma potencjał e-sportowy i została stworzona dla zawodowych graczy, gdyż aby nauczyć się grać w tę produkcję potrzeba bardzo dużo czasu. Odmienne zdanie miał Adam Grochocki z serwisu PSSite, który stwierdził, że „gra z przypadkowo dobraną ekipą naprawdę ma sens”, a gracze nawet bez komunikacji próbują współpracować. Recenzent określił tryb rozgrywek wieloosobowych jako „genialny i wybitny”, jednakże skrytykował brak kampanii dla pojedynczego gracza.
Rainbow Six Siege wraz z innymi produkcjami firmy Ubisoft tj. Far Cry 3 i Far Cry 4, The Division, czy Watch Dogs było krytykowane za pogorszenie jakości finalnej wersji gry względem zwiastunów i pokazów z rozgrywek prezentowanych wcześniej na targach gier komputerowych. Pojawiły się opinie, że zwiastun z E3 był wyreżyserowany, a rzeczywista rozgrywka jest dynamiczna podobnie jak w serii Counter-Strike, czy Battlefield. W przypadku Rainbow Six Siege zauważono, że wersja pre-alfa gry prezentowana na E3 2014 miała lepszą grafikę, jeszcze większe możliwości destrukcji otoczenia, bardziej realistycznie zachowującą się postać zakładniczki, bardziej zaawansowany ekran planowania szturmu przez drużynę atakujących, a także zawierała animację zjazdu po linach z helikoptera przez członków drużyny atakujących na początku rundy.

### Nagrody
Rainbow Six Siege było nominowane do nagród na Game Critics Awards Best of E3 2014 w kategoriach: „Best of Show”, „Best PC Game”, „Best Action Game” i „Best Online Multiplayer”, jednak udało jej się zdobyć statuetkę tylko w kategorii „Best PC Game”. Rok później na Game Critics Awards Best of E3 2015 gra była nominowana w kategoriach „Best PC Game”, „Best Action Game” oraz „Best Online Multiplayer”, lecz tym razem nie zdobyła żadnej statuetki. W 2016 roku gra zyskała nominację do nagrody BAFTA w kategorii „Best Online Multiplayer”, którą ostatecznie zdobyło Rocket League.

### Sprzedaż
Według raportów firmy NDP  Rainbow Six Siege było siódmą najchętniej kupowaną grą na rynku amerykańskim w grudniu 2015 roku. Siódmą lokatę gra zajęła także w styczniu 2016 roku. W lipcu 2016 roku znalazła się na dziesiątej pozycji, a miesiąc później na szóstej. Raporty firmy NDP uwzględniają tylko sprzedaż egzemplarzy w wersji pudełkowej, pomijając przy tym dystrybucję elektroniczną.
Według danych organizacji VGChartz (z dnia 9 stycznia 2018 roku) gra sprzedała się w liczbie 3,5 miliona egzemplarzy w wersji na PlayStation 4, 2,21 miliona na konsolę Xbox One oraz 0,28 miliona na komputery osobiste. Dane uwzględniają tylko wersje pudełkowe.
W styczniu 2016 roku Rainbow Six Siege miało 5 milionów zarejestrowanych graczy, w lutym 2017 roku 15 milionów, w sierpniu 2017 roku 20 milionów, w grudniu 2017 roku 25 milionów, natomiast w kwietniu 2018 roku 30 milionów. W lutym 2017 roku podano także informację, że 3,9 miliona osób gra w ten tytuł przynajmniej raz w tygodniu, natomiast w sierpniu 2017 podano, że codziennie w tę produkcję gra co najmniej 2,3 miliona osób.